# Bezdušová pneumatika
Bezdušová pneumatika představuje typ pneumatiky, která je místo duše vyplněná speciální vrstvou gumy – pevnými pryžovými žebry integrovanými do patky pneumatiky. Tato vrstva zabraňuje úniku vzduchu z pneumatiky a tím zvyšuje bezpečnost jízdy v případě propíchnutí gumy.
Bezdušové pneumatiky se při montáži dají také vybavit těsnicí tekutinou, která je schopná utěsnit drobnější defekty.